# Fran García (Fußballspieler, 1999)
Francisco José „Fran“ García Torres (* 14. August 1999 in Bolaños de Calatrava) ist ein spanischer Fußballspieler. Der Linksverteidiger wurde hauptsächlich bei Real Madrid ausgebildet und steht dort nach drei Jahren bei Rayo Vallecano seit Juli 2023 wieder unter Vertrag.

## Karriere

### Im Verein
García begann 2009 in seiner Heimatstadt beim Bolaños CF mit dem Fußballspielen, ehe er zur Saison 2013/14 in die Jugend von Real Madrid wechselte. Dort durchlief er in den kommenden Jahren alle Nachwuchsmannschaften. Mit den A-Junioren (U19) war García in den Spielzeiten 2016/17, 2017/18 und 2018/19 in der UEFA Youth League aktiv. Ab der Saison 2018/19 zählte der Linksverteidiger zum Kader der zweiten Mannschaft in der drittklassigen Segunda División B. Zudem absolvierte García im Dezember 2018 unter Santiago Solari ein Spiel in der Copa del Rey für die Profimannschaft.
Nach zwei Spielzeiten in der zweiten Mannschaft mit 57 Drittligaspielen wechselte García Anfang September 2020 bis zum Ende der Saison 2020/21 auf Leihbasis zum Zweitligisten Rayo Vallecano. Unter dem Cheftrainer Andoni Iraola war der 21-Jährige auf Anhieb Stammspieler. Er absolvierte 37 von 42 möglichen Ligaspielen stets in der Startelf und erzielte ein Tor. Der Verein aus dem Madrider Stadtteil Vallecas beendete die Spielzeit auf dem 6. Platz und qualifizierte sich somit als letztes Team für die Play-offs um den dritten Aufstiegsplatz. Dort schlug man den CD Leganés und FC Girona jeweils in einem Hin- und Rückspiel, wodurch der Aufstieg in die Primera División gelang. García kam in allen Spielen in der Startelf zum Einsatz. Zur Saison 2021/22 wurde García fest verpflichtet und mit einem Vertrag bis zum 30. Juni 2025 ausgestattet. Auch in seiner ersten Spielzeit in der höchsten spanischen Spielklasse war der Linksverteidiger mit 34 Einsätzen (alle in der Startelf) eine feste Größe, womit er zum Klassenerhalt auf dem 12. Platz beitrug. In der Saison 2022/23 kam er in allen 38 Ligaspielen in der Startelf zum Einsatz und erzielte 2 Tore.
Zur Saison 2023/24 kehrte García zu Real Madrid zurück und unterschrieb einen Vertrag bis zum 30. Juni 2027.

### In der Nationalmannschaft
García absolvierte im Februar 2015 ein Freundschaftsspiel für die spanische U16-Nationalmannschaft. Ab März 2016 war er in der U17-Nationalmannschaft aktiv, mit der er sich für die U16-Europameisterschaft 2016 qualifizierte. García absolvierte 3 Qualifikationsspiele sowie 5 Spiele bei der Endrunde, in denen er 2 Tore erzielte. Anschließend war er von März 2017 bis März 2018 in der U19 aktiv. Der Linksverteidiger absolvierte 4 Spiele im Rahmen der Qualifikation zur U19-Europameisterschaft 2018, die die Spanier jedoch verpassten. Im Oktober 2020 folgte ein Einsatz in der U21 während der Qualifikation zur U21-Europameisterschaft 2021. Für diese wurde García nicht nominiert.
Am 12. Oktober 2023 debütierte er in der spanischen Fußballnationalmannschaft. Beim 2:0-Sieg über Schottland im Rahmen der Qualifikation für die EM 2024 wurde er zur zweiten Halbzeit eingewechselt. Im nächsten Qualifikationsspiel drei Tage später gegen Norwegen spielte er über 90 Minuten. Durch einen 1:0-Sieg qualifizierte sich die spanische Mannschaft für die EM-Endrunde 2024.

## Erfolge
International
- Champions-League-Sieger: 2024
- Interkontinental-Pokalsieger: 2024
- UEFA-Super-Cup-Sieger: 2024

Spanien
- Meister: 2024
- Supercupsieger: 2024
- Aufstieg in die Primera División: 2021